# Paraxerus flavovittis
Paraxerus flavovittis là một loài động vật có vú trong họ Sóc, bộ Gặm nhấm. Loài này được Peters mô tả năm 1852.